# Youngia silhetensis
Youngia silhetensis là một loài thực vật có hoa trong họ Cúc. Loài này được (DC.) Babcock & Stebbins miêu tả khoa học đầu tiên năm 1937.